# 路易·奥科克

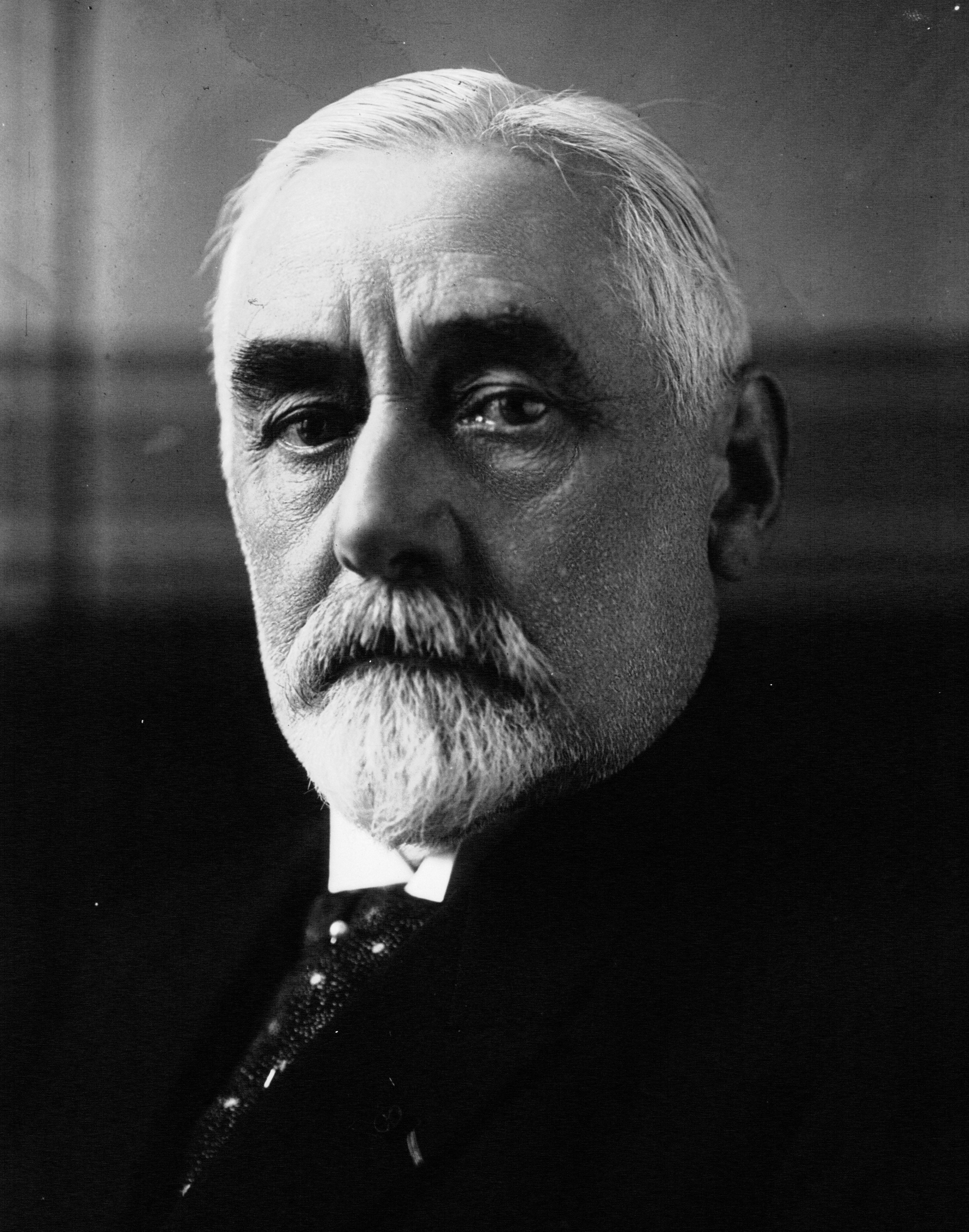
路易·奧科克

路易·奥科克（法語：Louis Aucoc，1850年9月21日—1932年12月10日)，19世紀法國珠寶商和金匠，出生于巴黎。

## 生平
1850 年出生於當時著名的金銀匠家庭《奥科克家族公司》，這個由銀匠 Jean-Baptiste Casimir Aucoc 於1821年在巴黎創立的家族企業，得到了路易·菲力浦國王、奧爾良家族、拿破崙三世和尤金妮婭皇后的贊助，並於 1835年落址於巴黎和平街 4 號和 6 號，在《茶花女》（法语：La Dame aux camélias，1848年出版）的第一章中提到了这家店。　 
1870 年代路易·奥科克以作為一名學徒加入家族企業，期間，1874年到1876年與他同時一起作為學徒、年僅 16歲的雷內・拉利克（法語：René Lalique），後來成為新藝術運動中一位決定性人物。
1872 年，路易·奥科克于与 Micheline Louise Isaiah Rondeleux 於 6 月 4 日结婚，并有三个孩子。
1877 年，路易·奥科克收購了巴黎 Lobjois 製表廠，將家族企業更名為 La Maison de l'Orfèvre Aucoc。
1889 年，路易·奥科克加入當時珠寶商會理事會（Conseil de la Chambre Syndicale de la Bijouterie-Joalerie-Orfevrerie），次年成為其秘書，至 1895 年，他被任命為主席，直到 1907 年退休。期間他還擔任招生委員會主席、頒獎評審團主席及商業法庭法官等職務，並致力於該行業慈善工作，這些及其他活動讓他於 1889 年被授予榮譽軍團勳章，及 1900 年的玫瑰花獎。
1900 年，路易·奥科克的弟弟安德列接管公司。
1932 年，路易·奥科克在巴黎去世，同年，企业离开了奥科克家族的手中。

## 脚注
1. ↑  The Burlington Magazine, Vol. 137, No. 1111 (Oct., 1995), pp. 684-687
2. ↑  bz, viola. . Kaleidoscope effect. 2020-05-05  [2022-11-29]. （原始内容存档于2022-11-29） （俄语）.
3. ↑  .   [2021-11-14]. （原始内容存档于2016-03-04）.
4. ↑  .   [2022-11-29]. （原始内容存档于2022-11-29） （美国英语）.
5. ↑  . Hancocks London.   [2022-11-29]. （原始内容存档于2022-11-29） （英国英语）.